# NBA G 리그
NBA G 리그(영어: National Basketball Association Gatorade League, NBA G League)는 미국의 프로 농구 연맹의 마이너 리그이다.

## 역사
예전 리그명칭은 2001~2002시즌부터 2004~2005 시즌까지는 NBDL(영어: National Basketball Development League)이었고, 2005~2006 시즌부터 2016~2017 시즌까지는 NBA D-리그(영어: National Basketball Association Development League, NBA D-League)였다.
2020~2021시즌은 코로나-19 대유행으로 인해 버블 시즌으로 2021년 1월 8일 플로리다주 베이 레이크의 월트 디즈니 월드에 있는 ESPN 와일드 월드 오브 스포츠 콤플렉스에서 시즌이 시작되었다. 캐피털 시티 Go-Go, 칼리지파크 스카이호크스, 그랜드래피즈 드라이브, 메인 레드 클로스, 노던 애리조나 선스, 수폴스 스카이포스, 사우스베이 레이커스, 스톡턴 킹스, 텍사스 레전즈, 윈디 시티 불스, 위스콘신 허드 등 11개 팀이 시즌에서 제외되었다. 카피타네스 데 시우다드데멕시코의 리그 참가는 2021~2022 시즌으로 연기할 것이라고 발표했다.
2021~2022 시즌은 11월 5일부터 12월 22일까지 30개 팀이 참가하는 쇼케이스 컵으로 구성된다. 쇼케이스 컵에 이어서, 28개 팀들(NBA G 리그 이그나이트, 카피타네스 데 시우다드데멕시코는 제외)은 12월 27일부터 4월 2일까지 정규 시즌, 플레이오프를 치를 것이다.

## 역대 총재
| 대수 | 이름              | 임기            | 비고      |
| ---- | ----------------- | --------------- | --------- |
| 1    | 댄 리드           | 2001년 ~ 2014년 | 초대 총재 |
| 2    | 말콤 터너         | 2014년 ~ 2019년 | 빈칸      |
| 3    | 샤리프 압두르라힘 | 2019년 ~ 현재   | 빈칸      |

## NBA G 리그 팀
리오그란데밸리 바이퍼스가 NBA G 리그에서 4번의 최다 챔피언을 기록한 바 있다. 다음으로 3번의 챔피언을 차지한 오클라호마시티 블루이고, 2번의 챔피언을 차지한 샌타크루즈 워리어스, 오스틴 스퍼스이고, 2024~2025시즌 NBA G 리그 챔피언은 스톡턴 킹스이다.
- NBA G 리그 확장의 진행

| 연도          | 팀수 | 비고 |
| ------------- | ---- | --- |
| 2001년~2003년 | 8개  | 애슈빌 앨티튜드, 노스 찰스턴 로우게이터스, 콜럼버스 리버드래건즈, 페이엇빌 패트리어츠, 그린빌 그루브, 헌츠빌 플라이트, 모빌 레블러스, 로어노크 대즐로 리그 시작함.                                              |
| 2003년~2005년 | 6팀  | 2002~2003시즌후 그린빌 그루브, 모빌 레블러스 해체함. |
| 2005년~2006년 | 8개  | 포트워스 플라이어스 창단됨, 아칸소 림로커스 (ABA) 가입함. |
| 2006년~2007년 | 12개 | 애너하임 아스널, 로스앤젤레스 디펜더스 창단됨. 페이엣빌 패트리어츠, 로어노크 대즐 해체됨. 베이커즈필드 잼 (ABA)가입함. 콜로라도 포티너스, 다코타 위저즈, 아이다호 스탬피드, 수폴스 스카이포스 (CBA 5팀) 가입함. |
| 2007년~2008년 | 14개 | 포트웨인 매드 앤츠, 아이오와 에너지, 리오그란데밸리 바이퍼스, 유타 플래시 창단됨. 플로리다 플레임, 아칸소 림로커스, 포트워스 플라이어스 해체함.                                                                 |
| 2008년~2009년 | 16개 | 이리 베이호크스, 리노 빅혼스 창단함. |
| 2009년~2010년 | 17개 | 메인 레드 클로스 창단함. |
| 2010년~2011년 | 16개 | 로스앤젤레스 디펜더스 리그 참가 중단함. |
| 2011년~2014년 | 16개 | 2011년 로스앤젤레스 디펜더스 다시 리그 참가함. 유타 플래시 리그 참가 중단함. |
| 2014년~2015년 | 18개 | 웨스트체스터 닉스, 델라웨어 블루코츠 창단함. |
| 2015년~2016년 | 19개 | 랩터스 905 창단함. |
| 2016년~2017년 | 22개 | 윈디 시티 불스, 그린즈버러 스웜, 롱아일랜드 네츠 창단함. |
| 2017년~2018년 | 26개 | 멤피스 허슬, 이리 베이호크스, 위스콘신 허드, 아구아 칼리엔테 클리퍼스 오브 온타리오 창단함. |
| 2018년~2019년 | 27개 | 캐피털 시티 Go-Go 창단함. |
| 2019년~2020년 | 28개 | 이리 베이호크스 창단함. |
| 2020년~2021년 | 29개 | NBA G 리그 이그나이트 창단함. |
| 2021년~2023년 | 30개 | 멕시코시티 캡틴스 (LNBP) 가입함. |
| 2023년~2024년 | 31개 | 립 시티 리믹스 창단함. |
| 2024년~현재   | 31개 | 밸리 선스 창단함. NBA G 리그 이그나이트 해체함. |

| 구단명                  | 연고지                       | 경기장                          | 수용인원      | 창설          | 가맹          | NBA 제휴                  |
| 동부 콘퍼런스           | 동부 콘퍼런스                | 동부 콘퍼런스                   | 동부 콘퍼런스 | 동부 콘퍼런스 | 동부 콘퍼런스 | 동부 콘퍼런스             |
| ----------------------- | ---------------------------- | ------------------------------- | ------------- | ------------- | ------------- | ------------------------- |
| 버밍햄 스쿼드론         | 앨라배마주 버밍햄            | 레거시 아레나                   | 17,654명      | 2019년        | 2019년        | 뉴올리언스 펠리컨스       |
| 캐피털 시티 Go-Go       | 워싱턴 D.C.                  | 케어퍼스트 아레나               | 4,200명       | 2018년        | 2018년        | 워싱턴 위저즈             |
| 클리블랜드 차지         | 오하이오주 클리블랜드        | 퍼블릭 오디토리움               | 10,000명      | 2001년        | 2001년        | 클리블랜드 캐벌리어스     |
| 칼리지파크 스카이호크스 | 조지아주 칼리지파크          | 게이트웨이 센터 아레나          | 3,500명       | 2017년        | 2019년        | 애틀랜타 호크스           |
| 델라웨어 블루코츠       | 델라웨어주 윌밍턴            | 체이스 필드하우스               | 2,500명       | 2007년        | 2007년        | 필라델피아 세븐티식서스   |
| 그랜드래피즈 골드       | 미시간주 그랜드래피즈        | 반 앤델 아레나                  | 11,500명      | 2006년        | 2006년        | 덴버 너기츠               |
| 그린즈버러 스웜         | 노스캐롤라이나주 그린즈버러  | 노반트 헬스 필드하우스          | 2,118명       | 2016년        | 2016년        | 샬럿 호니츠               |
| 롱아일랜드 네츠         | 뉴욕주 유니언데일            | 나소 베터런스 메모리얼 콜리시엄 | 17,260명      | 2016년        | 2016년        | 브루클린 네츠             |
| 오세올라 매직           | 플로리다주 키시미            | 실버 스퍼스 아레나              | 8,000명       | 2008년        | 2017년        | 올랜도 매직               |
| 메인 셀틱스             | 메인주 포틀랜드              | 포틀랜드 엑스퍼지션 빌딩        | 3,100명       | 2009년        | 2009년        | 보스턴 셀틱스             |
| 모터시티 크루즈         | 미시간주 디트로이트          | 웨인 스테이트 필드하우스        | 3,000명       | 2003년        | 2021년        | 디트로이트 피스턴스       |
| 노블스빌 붐             | 인디애나주 노블스빌          | 더 아레나 앳 이노베이션 마일    | 3,400명       | 2007년        | 2007년        | 인디애나 페이서스         |
| 랩터스 905              | 온타리오주 미시소가          | 파라마운트 파인 푸즈 센터       | 5,000명       | 2015년        | 2015년        | 토론토 랩터스             |
| 웨스트체스터 닉스       | 뉴욕주 화이트플레인스        | 웨스트체스터 카운티 센터        | 5,000명       | 2014년        | 2014년        | 뉴욕 닉스                 |
| 윈디 시티 불스          | 일리노이주 호프만 에스테이츠 | 나우 아레나                     | 10,000명      | 2016년        | 2016년        | 시카고 불스               |
| 위스콘신 허드           | 위스콘신주 오시코시          | 오시코시 아레나                 | 3,500명       | 2017년        | 2017년        | 밀워키 벅스               |
| 서부 콘퍼런스           |                              |                                 |               |               |               |                           |
| 오스틴 스퍼스           | 텍사스주 오스틴              | H-E-B 센터 앳 시더 파크         | 7,200명       | 2001년        | 2001년        | 샌안토니오 스퍼스         |
| 멕시코시티 캡틴스       | 멕시코 멕시코시티            | 멕시코시티 아레나               | 22,300명      | 2017년        | 2021년        | 빈칸                      |
| 아이오와 울브스         | 아이오와주 디모인            | 케이시스 센터                   | 16,110명      | 2007년        | 2007년        | 미네소타 팀버울브스       |
| 멤피스 허슬             | 미시시피주 사우스에이븐      | 랜더스 센터                     | 8,362명       | 2017년        | 2017년        | 멤피스 그리즐리스         |
| 오클라호마시티 블루     | 오클라호마주 오클라호마시티  | 페이콤 센터                     | 18,203명      | 2001년        | 2001년        | 오클라호마시티 선더       |
| 리오그란데밸리 바이퍼스 | 텍사스주 에딘버그            | 버트 오그던 아레나              | 7,688명       | 2007년        | 2007년        | 휴스턴 로키츠             |
| 립 시티 리믹스          | 오리건주 포틀랜드            | 칠레스 센터                     | 4,852명       | 2023년        | 2023년        | 포틀랜드 트레일블레이저스 |
| 솔트레이크시티 스타스   | 유타주 웨스트밸리시티        | 매버릭 센터                     | 12,500명      | 1997년        | 2006년        | 유타 재즈                 |
| 샌디에고 클리퍼스       | 캘리포니아주 오션사이드      | 프론트웨이브 아레나             | 7,500명       | 2017년        | 2017년        | 로스앤젤레스 클리퍼스     |
| 샌타크루즈 워리어스     | 캘리포니아주 샌타크루즈      | 카이저 퍼머넌트 아레나          | 2,505명       | 1995년        | 2006년        | 골든스테이트 워리어스     |
| 수폴스 스카이포스       | 사우스다코타주 수폴스        | 샌퍼드 펜타곤                   | 3,250명       | 1989년        | 2006년        | 마이애미 히트             |
| 사우스베이 레이커스     | 캘리포니아주 엘세건도        | UCLA 헬스 트레이닝 센터         | 750명         | 2006년        | 2006년        | 로스앤젤레스 레이커스     |
| 스톡턴 킹스             | 캘리포니아주 스톡턴          | 어드벤티스트 헬스 아레나        | 11,193명      | 2008년        | 2008년        | 새크라멘토 킹스           |
| 텍사스 레전즈           | 텍사스주 프리스코            | 코메리카 센터                   | 4,500명       | 2006년        | 2006년        | 댈러스 매버릭스           |
| 밸리 선스               | 애리조나주 템피              | 멀렛 아레나                     | 5,000명       | 2024년        | 2024년        | 피닉스 선스               |

## 사라진 팀
| 구단명                                     | 연고지                         | 경기장                           | 수용인원 | 리그참가 연도 | 역대 NBA 제휴 | 비고                            |
| ------------------------------------------ | ------------------------------ | -------------------------------- | -------- | ------------- | --- | ------------------------------- |
| 헌츠빌 플라이트                            | 앨라배마주 헌츠빌              | 본 브라운 센터                   | 7,198명  | 2001년~2005년 | 빈칸 | 클리블랜드 차지의 전신임.       |
| 앨버커키 선더버즈                          | 뉴멕시코주 앨버커키            | 팅글리 콜리시엄                  | 11,571명 | 2005년~2010년 | 클리블랜드 캐벌리어스 인디애나 페이서스 댈러스 매버릭스 마이애미 히트 뉴올리언스 호니츠 올랜도 매직 필라델피아 세븐티식서스 피닉스 선스 새크라멘토 킹스 시애틀 슈퍼소닉스 유타 재즈                                                                                   | 클리블랜드 차지의 전신임.       |
| 뉴멕시코 선더버즈                          | 뉴멕시코주 리오랜초            | 산타아나 스타 센터               | 7,000명  | 2010년~2011년 | 클리블랜드 캐벌리어스 인디애나 페이서스 댈러스 매버릭스 마이애미 히트 뉴올리언스 호니츠 올랜도 매직 필라델피아 세븐티식서스 피닉스 선스 새크라멘토 킹스 시애틀 슈퍼소닉스 유타 재즈                                                                                   | 클리블랜드 차지의 전신임.       |
| 애너하임 아스널                            | 캘리포니아주 애너하임          | 애너하임 컨벤션 센터             | 7,500명  | 2006년~2009년 | 애틀랜타 호크스 로스앤젤레스 클리퍼스 올랜도 매직 포틀랜드 트레일블레이저스 | 그랜드래피즈 드라이브의 전신임. |
| 스프링필드 아머                            | 매사추세츠주 스프링필드        | 매스뮤추얼 센터                  | 7,331명  | 2009년~2014년 | 브루클린 네츠 뉴욕 닉스 필라델피아 세븐티식서스 | 그랜드래피즈 드라이브의 전신임. |
| 아칸소 림로커스                            | 아칸소주 리틀록                | 올텔 아레나                      | 18,000명 | 2004년~2007년 | 애틀랜타 호크스 멤피스 그리즐리스 클리블랜드 캐벌리어스 토론토 랩터스 마이애미 히트 | 오너쉽 보류중임.                |
| 포트워스 플라이어스                        | 텍사스주 포트워스              | 포트워스 컨벤션 센터             | 13,500명 | 2005년~2007년 | 샬럿 밥캐츠 필라델피아 세븐티식서스 댈러스 매버릭스 골든스테이트 워리어스 로스앤젤레스 레이커스 포틀랜드 트레일블레이저스 | 오너쉽 보류중임.                |
| 콜로라도 포티너스                          | 콜로라도주 브룸필드            | 브룸필드 이벤트 센터             | 7,500명  | 2006년~2009년 | 덴버 너기츠 뉴저지 네츠 토론토 랩터스 | 텍사스 레전즈의 전신임.         |
| 노스 찰스턴 로우게이터스                   | 사우스캐롤라이나주 노스 찰스턴 | 노스 찰스턴 콜리시엄             | 11,475명 | 2001년~2003년 | 빈칸 | 플로리다 플레임의 전신임.       |
| 찰스턴 로우게이터스                        | 사우스캐롤라이나주 노스 찰스턴 | 노스 찰스턴 콜리시엄             | 11,475명 | 2003년~2004년 | 빈칸 | 플로리다 플레임의 전신임.       |
| 플로리다 플레임                            | 플로리다주 포트마이어스        | 저메인 아레나                    | 8,284명  | 2004년~2006년 | 보스턴 셀틱스 마이애미 히트 미네소타 팀버울브스 올랜도 매직 | 오너쉽 그만뒴.                  |
| 로어노크 대즐                              | 버지니아주 로어노크            | 로어노크 시빅 센터               | 9,828명  | 2001년~2006년 | 뉴저지 네츠 필라델피아 세븐티식서스 워싱턴 위저즈 | 리그 참가를 그만뒴.             |
| 페이엣빌 패트리어츠                        | 노스캐롤라이나주 페이엣빌      | 컴벌랜드 카운티 크라운 콜리시엄  | 9,564명  | 2001년~2006년 | 샬럿 밥캐츠 디트로이트 피스턴스 뉴욕 닉스 | 리그 참가를 그만뒴.             |
| 그린빌 그루브                              | 사우스캐롤라이나주 그린빌      | BI-LO 센터                       | 14,897명 | 2001년~2003년 | 빈칸 | 리그 참가를 그만뒴.             |
| 모빌 레블러스                              | 앨라배마주 모빌                | 모빌 시빅 센터                   | 10,112명 | 2001년~2003년 | 빈칸 | 리그 참가를 그만뒴.             |
| 유타 플래시                                | 유타주 오렘                    | 멕케이 이벤트 센터               | 8,500명  | 2007년~2011년 | 유타 재즈 보스턴 셀틱스 애틀랜타 호크스 | 델라웨어 블루코츠의 전신임.     |
| 다코타 위저즈                              | 노스다코타주 비즈마크          | 비즈마크시빅 센터                | 10,100명 | 2005년~2012년 | 시카고 불스 워싱턴 위저즈 멤피스 그리즐리스 골든스테이트 워리어스 | 샌타크루즈 워리어스의 전신임.   |
| 애슈빌 앨티튜드                            | 노스캐롤라이나주 애슈빌        | 애슈빌 시빅 센터                 | 7,654명  | 2001년~2005년 | 빈칸 | 오클라호마시티 블루의 전신임.   |
| 털사 식스티식서스                          | 오클라호마주 빅스비            | 스피릿뱅크 이벤트 센터           | 4,500명  | 2005년~2014년 | 시카고 불스 인디애나 페이서스 뉴올리언스 호니츠 밀워키 벅스 뉴욕 닉스 댈러스 매버릭스 오클라호마시티 선더 | 오클라호마시티 블루의 전신임.   |
| 콜럼버스 리버드래건즈                      | 조지아주 콜럼버스              | 콜럼버스 시빅 센터               | 7,671명  | 2001년~2005년 | 빈칸 | 오스틴 스퍼스의 전신임.         |
| 오스틴 토로스                              | 텍사스주 오스틴                | 오스틴 컨벤션 센터               | 5,285명  | 2005년~2010년 | 보스턴 셀틱스 덴버 너기츠 로스앤젤레스 클리퍼스 휴스턴 로키츠 샌안토니오 스퍼스 | 오스틴 스퍼스의 전신임.         |
| 아이다호 스탬피드                          | 아이다호주 보이시              | 센추리링크 아레나                | 5,732명  | 2006년~2016년 | 시애틀 슈퍼소닉스 덴버 너기츠 유타 재즈 토론토 랩터스 포틀랜드 트레일블레이저스 | 솔트레이크시티 스타스의 전신임. |
| 베이커즈필드 잼                            | 캘리포니아주 베이커즈필드      | 디그너티 헬스 이벤트 센터        | 500명    | 2006년~2016년 | 골든스테이트 워리어스 새크라멘토 킹스 올랜도 매직 로스앤젤레스 레이커스 로스앤젤레스 클리퍼스 피닉스 선스 토론토 랩터스 애틀랜타 호크스 유타 재즈 | 모터시티 크루즈의 전신임.       |
| 포트웨인 매드 앤츠                         | 인디애나주 포트웨인            | 앨런 카운티 워 메모리얼 콜리시엄 | 13,000명 | 2007년~2023년 | 인디애나 페이서스 디트로이트 피스턴스 밀워키 벅스 샬럿 호니츠 멤피스 그리즐리스 올랜도 매직 애틀랜타 호크스 브루클린 네츠 시카고 불스 덴버 너기츠 로스앤젤레스 클리퍼스 미네소타 팀버울브스 뉴올리언스 펠리컨스 포틀랜드 트레일블레이저스 워싱턴 위저즈 토론토 랩터스 | 인디애나 매드 앤츠의 전신임.    |
| 레이클랜드 매직                            | 플로리다주 레이클랜드          | RP 펀딩 센터                     | 8,178명  | 2017년~2023년 | 올랜도 매직 | 오세올라 매직의 전신임.         |
| NBA G 리그 이그나이트                      | 네바다주 헨더슨                | 리즈 패밀리 포럼                 | 5,567명  | 2020년~2024년 | 빈칸 | 빈칸                            |
| 아구아 칼리엔테 클리퍼스/온타리오 클리퍼스 | 캘리포니아주 온타리오          | 도요타 아레나                    | 10,832명 | 2017년~2024년 | 로스앤젤레스 클리퍼스 | 샌디에고 클리퍼스의 전신임.     |

## 쇼케이스 컵
2005년부터 현재까지 스카우팅 이벤트로 4일 동안 한곳(하루에 2경기씩)에서 모든 경기가 열린다. NBA 제너럴 매니저와 스카우트들이 G 리그 선수들을 볼 수 있는 기회있다. 2019~2020 시즌부터 NBA G 리그 쇼케이스 컵(영어: NBA G League Showcase Cup)으로 변경되었다.

## NBA G 리그 파이널
2002년부터 2003년까지 3전 2승제였다가, 2004년부터 2007년까지 단판 승부제로 변경되었다가 2008년부터 현재까지 다시 3전 2승제로 변경되었다.

## NBA G 리그 올스타전
최초의 NBA G 리그 올스타는 2007년 2월 17일 만달레이 리조트 앤드 카지노에서 개최되었다. 매년 올스타 게임 개최지는 NBA 올스타 게임 개최한 곳과 동일한 곳에서 한다.

## NBA G 리그의 상 목록
매 시즌이 끝나면 시즌 최우수선수상(영어: Most Valuable Player Award), 신인상(영어: Rookie of the Year Award), 기량발전상(영어: Most Improved Player Award), 수비선수상(영어: Defensive Player of the Year Award), 데니스 존슨 코치상(영어: Dennis Johnson Coach of the Year Award), 제이슨 콜리어 스포츠맨쉽상(영어: Jason Collier Sportsmanship Award) 등을 수여한다.

## NBA G리그 인터내셔널 챌린지
NBA G리그 인터내셔널 챌린지(영어: NBA G League International Challenge)는 NBA G 리그의 올스타 선정이 돋보이는 국제 프로농구 대회다. NBA G 리그 소속 선수들이 클럽, 리그 올스타 선정, 세계 각국 대표팀과 경기를 할 수 있도록 하기 위해서이다.

## 같이 보기
- 미국 농구 국가대표팀
- 전미 여자 농구 협회
- 아메리칸 농구 협회
- 컨티넨탈 농구 협회